# Transport à Montréal
Pour un article plus général, voir Montréal.

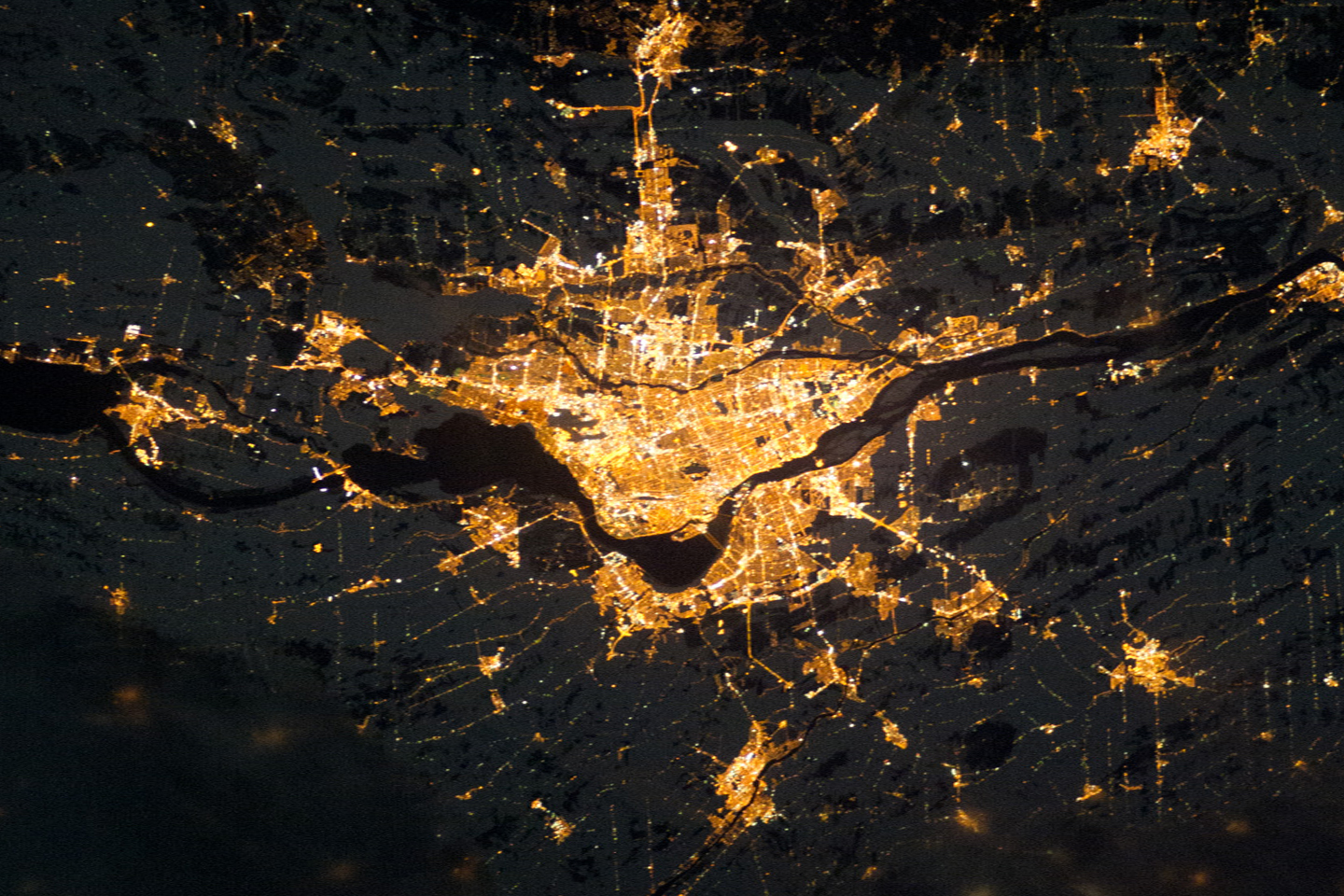
La région métropolitaine de Montréal et ses axes routiers.

Montréal est un carrefour de l'est du Canada et du Corridor Québec-Windsor, offrant des liens aériens, routiers, ferroviaires et maritimes développés avec le reste de la province et du pays, ainsi qu'avec les États-Unis et l'Europe. Montréal est une métropole qui a pour particularité de se déployer sur un archipel au milieu du fleuve Saint-Laurent, une situation qui présente des contraintes particulières en termes de connectivité.
En 2016, la part de l’automobile dans les déplacements des travailleurs dans la région métropolitaine était de 70 %, celle des transports collectifs de 22 % et celle du transport actif (marche, bicyclette) de 7 %. Ce taux d’utilisation du transport en commun est faible par rapport aux grandes aires-urbaines (Londres : 50 %, Paris : 42 %, New-York : 27 %), mais plus élevé que celui de plusieurs agglomérations de population comparable (Seattle : 18 %, Minneapolis : 15 %).
Sur le plan de la qualité de l’air, mesurée par l’indice IQA, les réseaux routiers sont responsables de 73 % des émissions de monoxyde de carbone, par rapport à 4 % pour les avions. Ce taux relativement bas pour le transport aérien est cependant dû en partie à l’application de normes récentes de l’OACI. Les mortalités dues au smog intense atteindraient 1 500 par année et, les lendemains d’épisodes de smog, les visites aux urgences des hôpitaux augmenteraient de 22 %.
Le métro et le service d'autobus sur l'ile de Montréal sont exploités par la Société de transport de Montréal (STM). Les villes périphériques (Laval, Longueuil, etc.) possèdent leurs propres agences de transport (STL, RTL). Quant au service de trains de banlieue et aux autobus de banlieue, ils sont administrés par Exo.

## Transport aérien
L'avion est arrivé à Montréal dès 1911, sur le Bois-Franc Field, mais l'inauguration de l’aéroport de Saint-Hubert, le premier au Canada, n’eut lieu qu'en 1928. Avec l'ouverture de l’aéroport de Dorval en 1941 le trafic passager prendra son envol, passant de 250 000 en 1946 à plus de 2 millions en quinze ans. Les planificateurs prévoyaient alors que le nombre de passagers atteindrait les 20 millions en 1985. Fort est de constater que, s'il y a bien de plus en plus de voyageurs année après année, ce nombre n'est pas encore atteint aujourd'hui.

### Aéroports

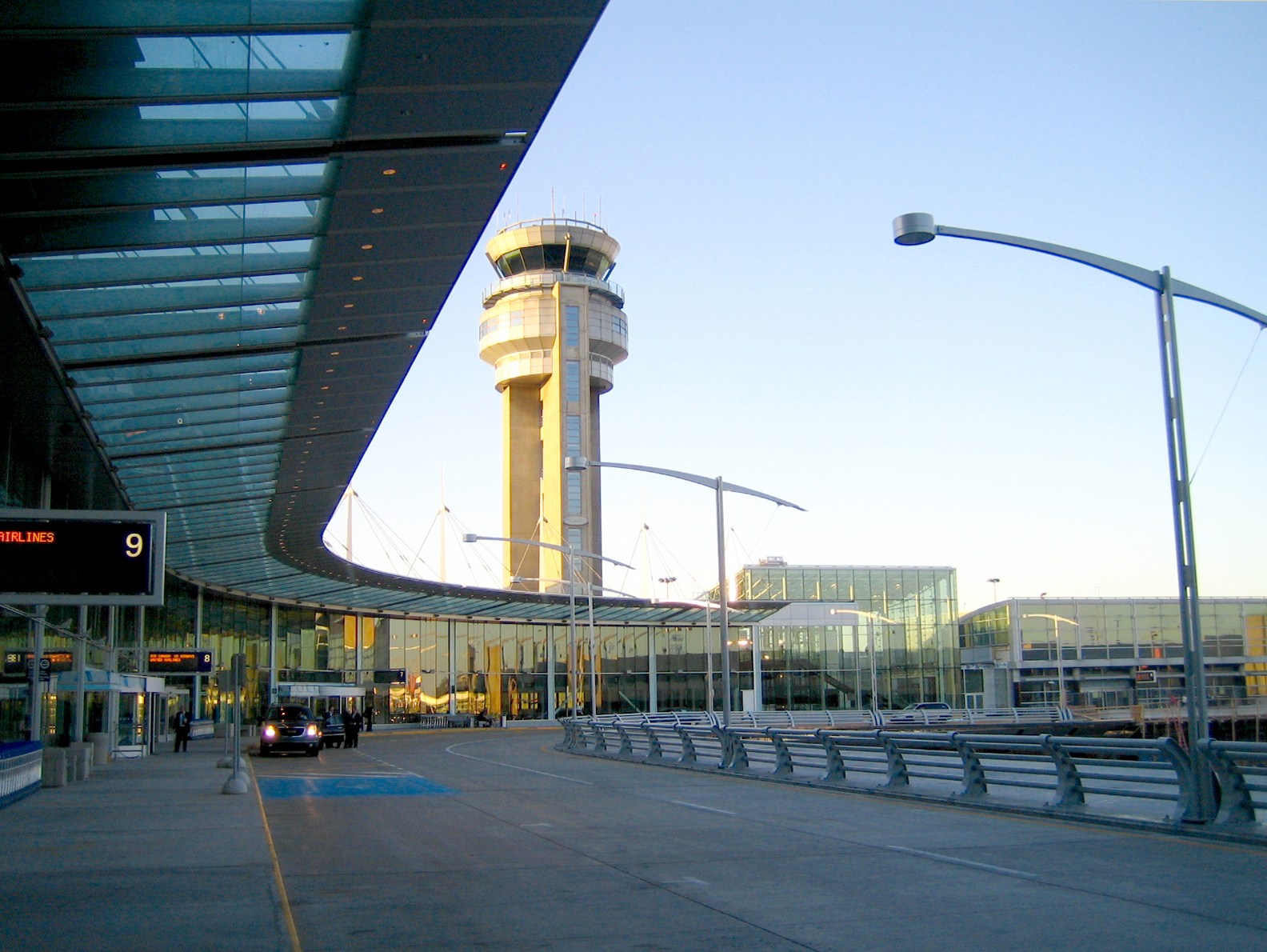
Aéroport international Pierre-Elliott-Trudeau de Montréal

Montréal est desservie par deux aéroports internationaux, l'un pour le transport des passagers, l’aéroport Pierre-Elliott-Trudeau (autrefois l’aéroport Dorval), l'autre pour le fret, l’aéroport Montréal-Mirabel. Un troisième aéroport, l’aéroport de Saint-Hubert, est utilisé pour l'aviation générale.
- L’aéroport Trudeau à Dorval est le troisième du Canada en 2015 avec 15,5 millions de passagers[7]. 62 % de ses passagers étant sur des vols non intérieurs en 2015 il a le plus grand pourcentage de vols internationaux de tous les aéroports du pays. Trudeau est desservi par 39 compagnies aériennes[8] vers plus de 100 destinations en Amérique du Nord, centrale, en Europe, en Afrique et en Asie[9]. C'est à ce titre le seul aéroport canadien offrant un service direct vers l'Afrique.

- L’aéroport de Mirabel, ouvert en 1975 pour remplacer l’aéroport de Dorval, a accueilli les voyageurs internationaux jusqu'en 2004. Deux fois plus éloigné du centre-ville que Dorval, construit sur des prévisions d'achalandage qui ne se réaliseront pas, son terminal abandonné est démoli en 2015. Ses pistes par contre restent actives pour les compagnies aériennes cargo en direction du Canada et des États-Unis et pour les essais des constructeurs Bell Hélicoptère et Bombardier Aéronautique.

- L’aéroport de Saint-Hubert à Longueuil, premier aéroport et principal de la métropole jusqu’à l'ouverture de Dorval, est aujourd'hui utilisé par plusieurs écoles de pilotage et par des compagnies aériennes de 3e niveau, comme Pascan[10], offrant des vols nolisés vers le Québec et l'Ontario. C'est aussi le siège de l'agence spatiale canadienne. Sa situation, plus proche du centre-ville que les deux grands, lui permettrait de jouer un rôle plus important à l'avenir[11].

### Héliports
Montréal ne possède pas d’héliport public au centre-ville. Depuis 2013 un service de navette par hélicoptère relie la Rive-Sud à Pointe-Saint-Charles. L'hélicoptère atterrit à l’héliport des studios de cinéma Mel's.

## Transport maritime

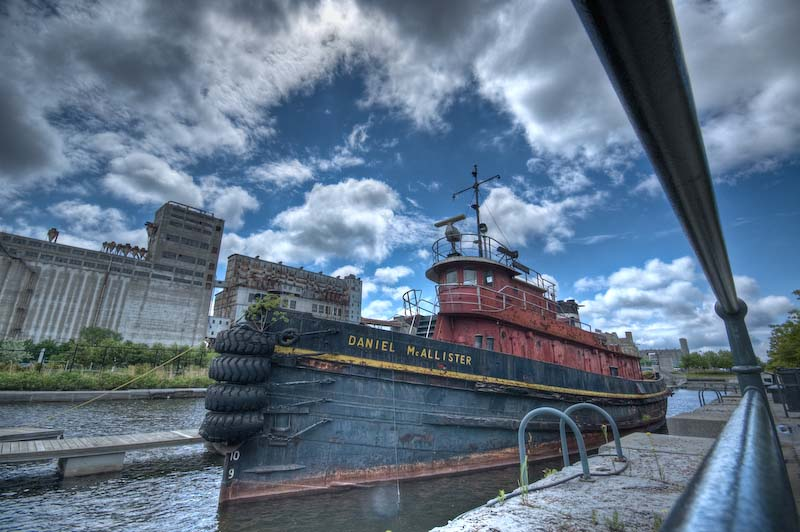
Le remorqueur Daniel McAllister au canal de Lachine, devant le silo no. 5.

La présence des rapides de Lachine sur le fleuve Saint-Laurent, interdisant l’accès plus en amont à toute embarcation, a fait la fortune du port de Montréal en occasionnant une rupture de charge dans le transit des marchandises vers l’intérieur du pays.

### Port de Montréal
Le creusement d'un chenal de navigation sous le Saint-Laurent depuis la ville de Québec ouvrit le port de Montréal aux navires transocéaniques en 1854, puis l’arrivée du transport ferroviaire sur ses quais en 1871 en fit la plaque tournante du transport des Hommes et des marchandises vers l’ouest. Au début du XXe siècle Montréal était l'un des plus grands ports d'exportation de céréales du monde. En 1959, l'ouverture de la voie maritime du Saint-Laurent qui permettait à des bateaux transocéaniques d’accéder directement aux Grand-Lacs obligea le port à se réorienter vers la manutention de conteneurs.
Aujourd'hui, le port de Montréal, situé en marge du fleuve au sud-est de l’île, est le second port en importance au Canada après Vancouver. D'un tirant d'eau maximum de 11,3 mètres, il accueille aussi bien les navires océaniques que les bateaux plus modestes de gabarit Seawaymax à destination des Grands Lacs. En 2015, le trafic de marchandises totalisait 32 millions de tonnes métriques, échangés en majorité avec les marchés canadiens (23 %) et européens (28 %). En dehors des marchandises conteneurisés les marchandises en vrac les plus manutentionnés sont de loin les produits pétroliers, le grain et le minerai de fer.

#### Port de croisière

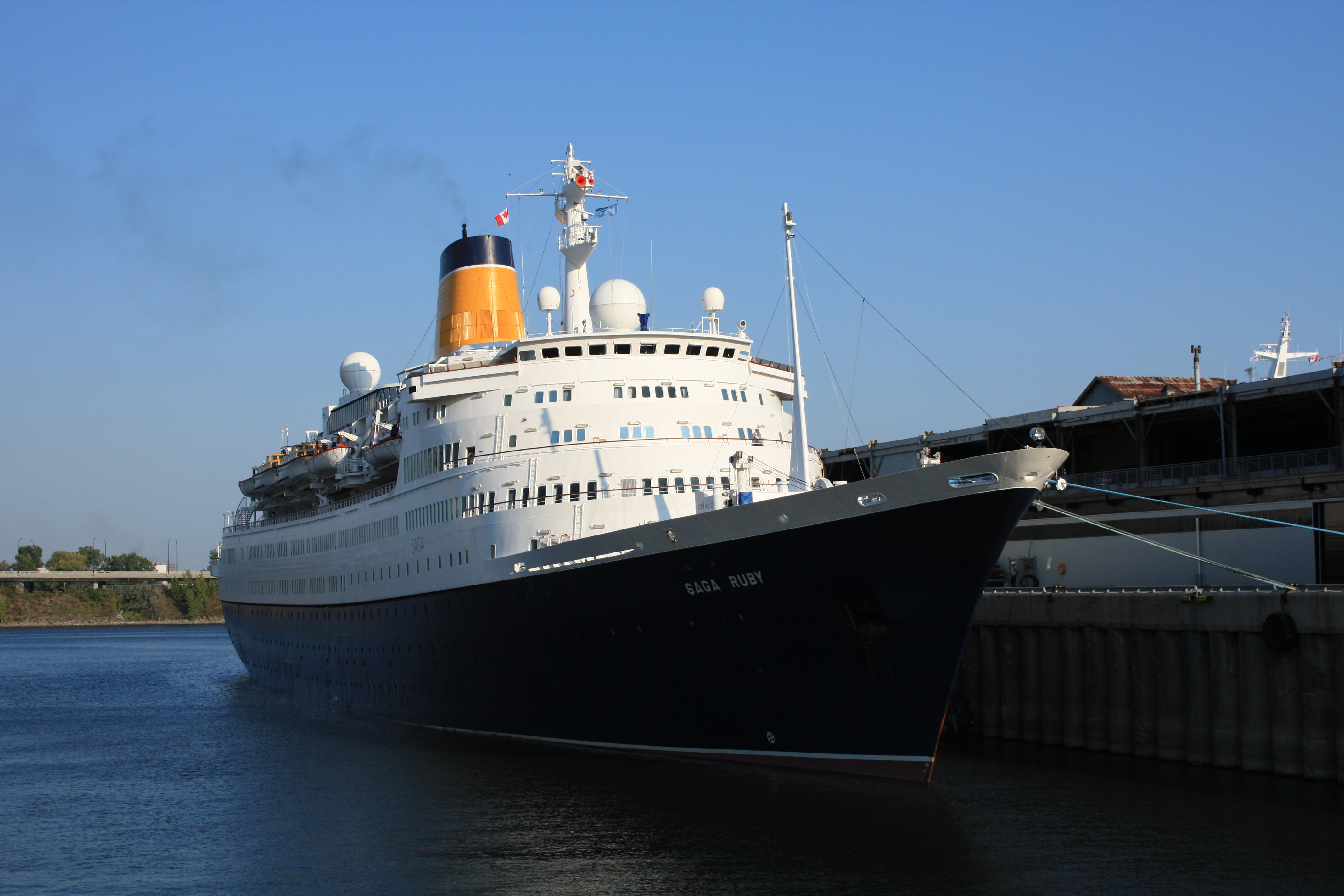
Un navire de croisière accosté au vieux-port.

Les navires de croisière accostent à la gare maritime Iberville située sur le Quai Alexandra, l'un des cinq quais du vieux-port de Montréal en face du centre-ville.
En 2015, plus de 70 000 passagers ont transité à Montréal à bord de navires de croisière, une augmentation de 87 % par rapport 2011.

### Ferries
Traversiers sont en opération à Montréal :
- Navette fluviale à Montréal, un réseau de traversiers[15].
- La Traverse Laval-sur-le-Lac/Île-Bizard par bac à traille entre Laval-sur-le-Lac et l’Île-Bizard[16].

### Canaux
Le canal de Lachine traverse la section sud-ouest de l'île de Montréal entre le lac Saint-Louis et le Vieux Port. Ouvert en 1825, agrandi deux fois au XIXe siècle, il a joué un rôle prépondérant dans le développement industriel de Montréal en permettant aux navires de franchir les rapides de Lachine tout en fournissant une abondante énergie hydraulique. Fermé à la navigation commerciale en 1970 il est rouvert à la navigation de plaisance en 2002.

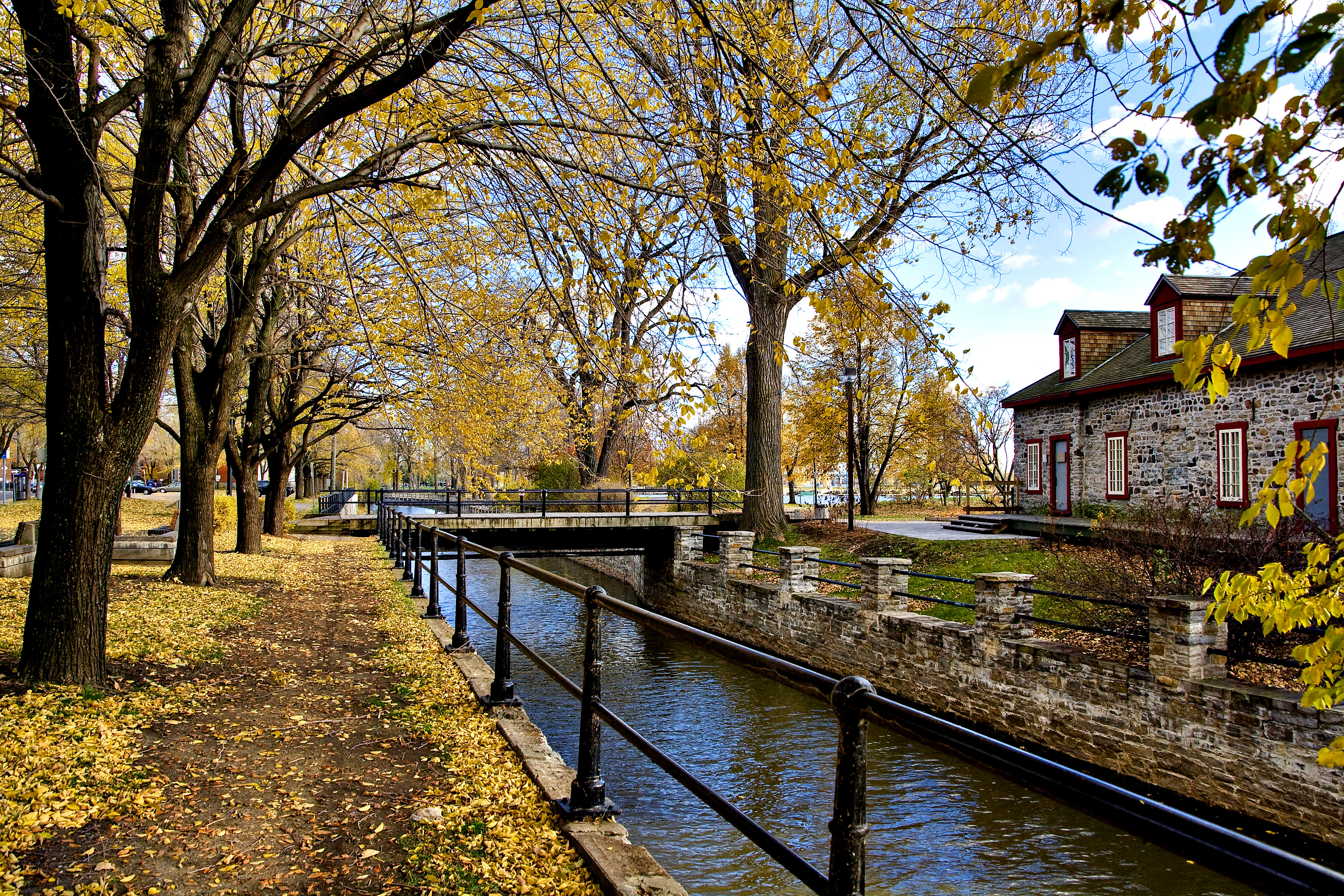
Canal historique de Lachine.

Les canaux traversant ou longeant l’île de Montréal ont été remplacés depuis 1959 dans leur rôle commercial par la voie maritime du Saint-Laurent dont l'un des canaux longe la rive-sud. La présence de cette voie navigable, séparée de la partie tumultueuse du fleuve par une digue, explique la hauteur des ponts Jacques-Cartier, Champlain et Honoré-Mercier ainsi que la présence de deux ponts levants. En effet, le gabarit seawaymax, impose un tirant d'air de 36,6 mètres.

## Transport ferroviaire
C'est sur la Rive-Sud de Montréal qu'a roulé la première locomotive à vapeur canadienne en 1836. 50 ans plus tard, le transcontinental reliait la métropole à Vancouver. Pendant 100 ans le train a été le moyen de transport provincial et national principal autant pour les passagers que pour le fret. Depuis les années 1950 si le trafic passager a périclité, le trafic de marchandises a perduré et est même en croissance, en particulier celui des produits pétroliers en provenance de l'ouest.

### Trains longue distance

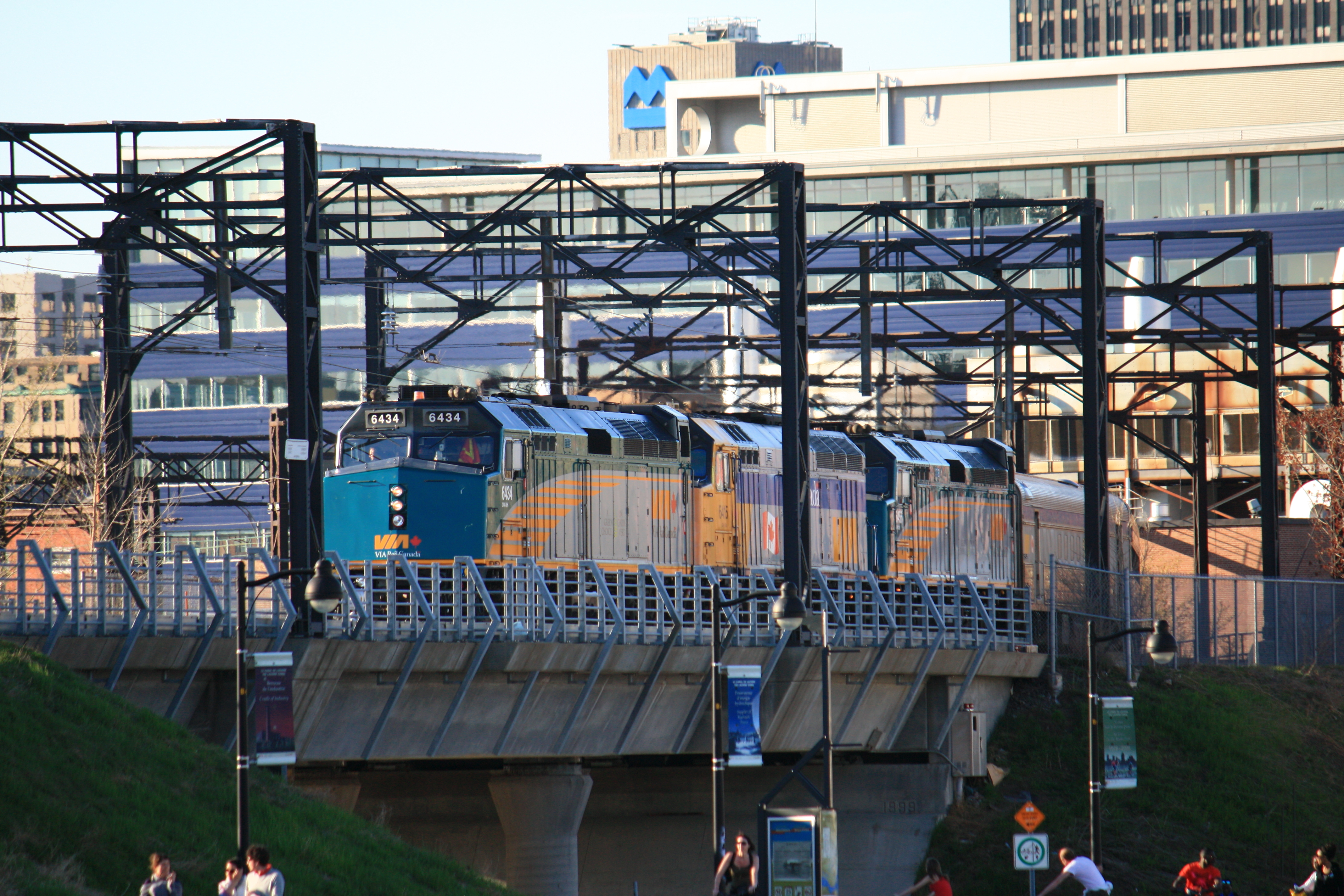
Un train Via près de la gare centrale.

Via Rail, dont le siège social est situé à Montréal depuis 1984, offre un service de transport ferroviaire pour passagers vers de nombreuses autres villes Canadiennes comme Toronto et Halifax (lignes Québec-Windsor et Océan) ou Québécoises comme Québec et Jonquière (le Chaleur et les trains de nord).
Amtrak, le transporteur ferroviaire national des États-Unis, relie Montréal à New York quotidiennement avec l’Adirondack.

### Trains de marchandises
Le Chemin de fer Canadien Pacifique (CP) et la Compagnie des chemins de fer nationaux du Canada (CN) exploitent tous deux des services de transport de marchandises à destination de plusieurs villes du Canada et des États-Unis. Leurs principaux clients à Montréal sont le port et les raffineries à l'est de la ville. D'autres compagnies comme les Chemins de fer Québec-Gatineau et le Port de Montréal exploitent des convois ferroviaires dans la ville.

### Infrastructures ferroviaires

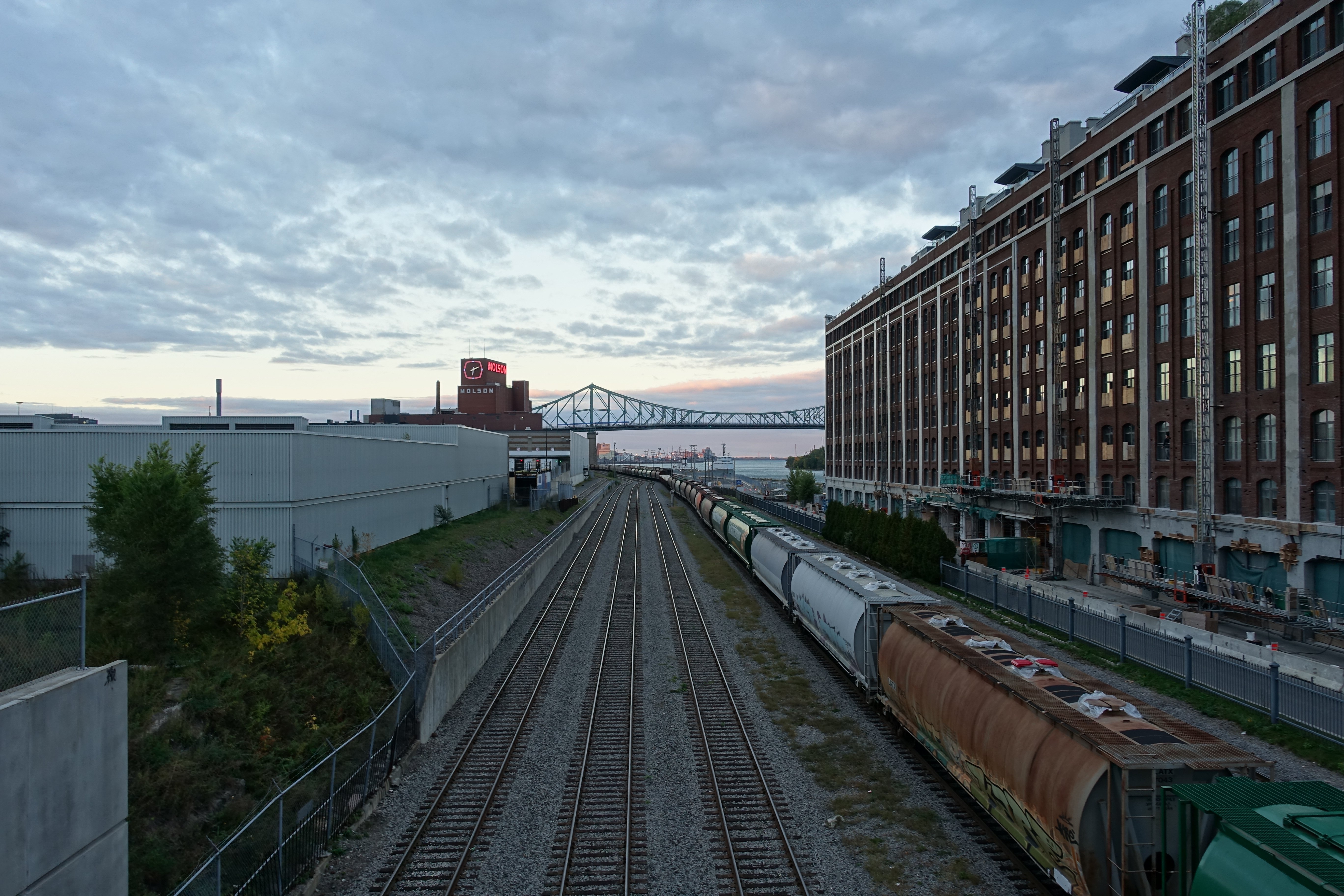
Un train de marchandises sur les voies du port de Montréal.

Autrefois principal centre ferroviaire Canadien, Montréal a hérité d'importantes infrastructures dont certaines ont été converties à d'autres usages, telle la gare de triage Turcot, recouverte par le nouvel échangeur du même nom, la gare de triage Glen, devenue CUSM, et la gare de triage d'Outremont, futur campus de l'UdeM.

#### Gares de triage
- Gare de triage Taschereau (CN, terminal intermodal) à Saint-Laurent et Lachine ;
- Gare de triage de Rivière-des-Prairies (CN) ;
- Gare de triage de Pointe-Saint-Charles (CN) ;
- Gare de triage Southwark (CN) à Longueuil ;
- Gare de triage St. Luc à Côte Saint-Luc ;
- Gare de triage Lachine (CP, Intermodal)

#### Gares historiques

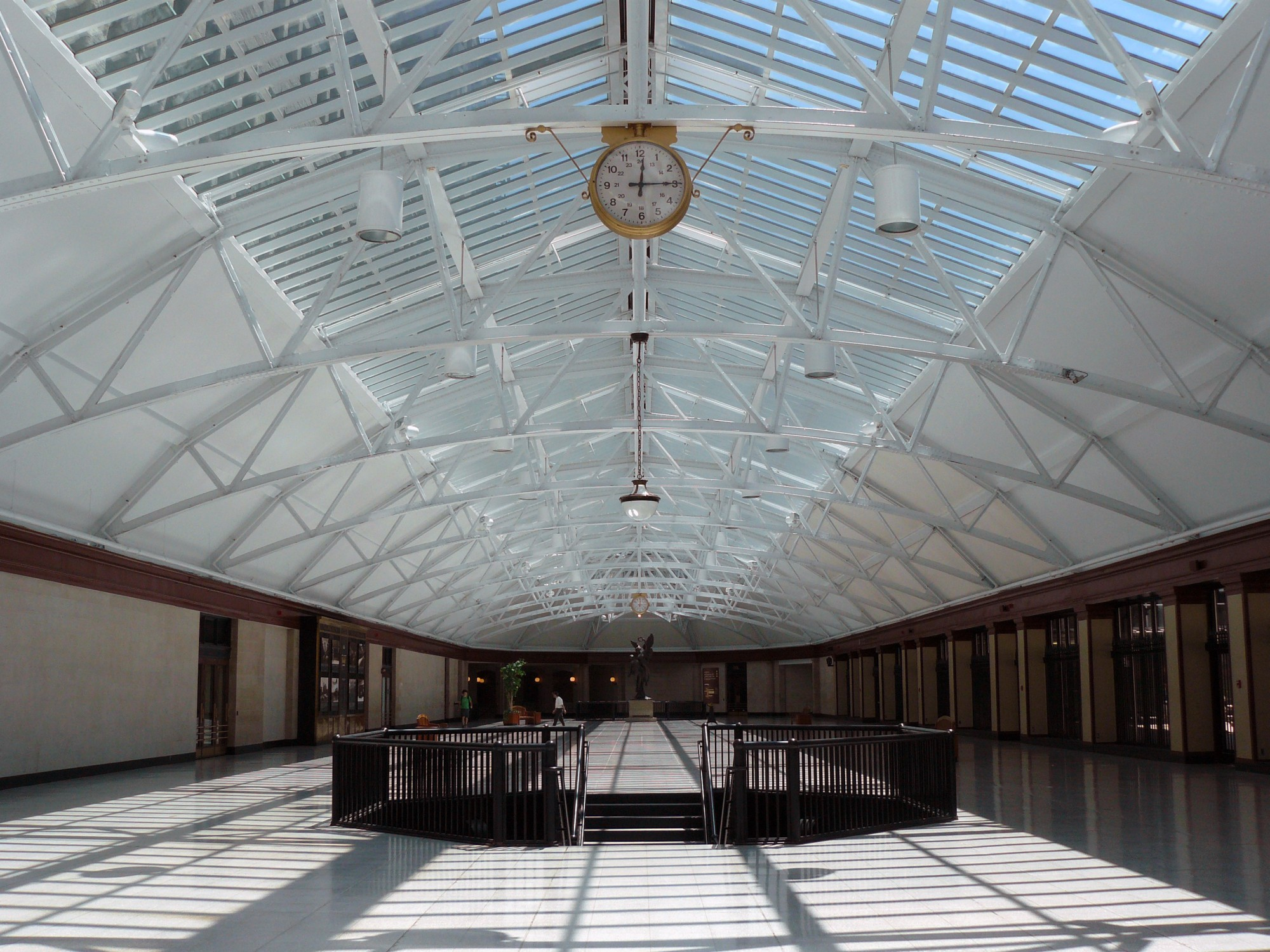
La salle des pas perdus de l'ancienne gare Windsor.

- La gare centrale (1943- ) hub ferroviaire de la métropole, désignée gare patrimoniale en 1995 ;
- La gare Westmount (1907-1980) désignée gare patrimoniale depuis 1994 ;
- La gare Mont-Royal

- La gare Windsor (1889-1997), ancienne gare et siège social du Canadien Pacifique, désignée lieu historique national en 1975 puis gare patrimoniale en 1990 ;
- La gare Viger (1897-1951) devenu l’édifice Jacques-Viger ;
- La gare Dalhousie (1884-1898) rénové en 1986, elle abrite le cirque Eloize.
- La gare Jean-Talon,
- La gare Montréal-Ouest
- La gare Union, désignée gare patrimoniale en 1964.
- La gare Berri, annexe de la gare Viger.

## Transport en commun
Jusqu'en 1959 le tramway domina le transport collectif à Montréal, supplée par le train de banlieue.
Depuis cette date l'autobus s'est arrogé cette position dominante, complété par le métro. Le train de banlieue a survécu tant bien que mal à la compétition de l'automobile et connaît une renaissance depuis ces 20 dernières années.
Le Grand Déblocage du Parti québécois ou le Réseau express métropolitain pourraient bientôt compléter l'offre de transport électrique.
En 2003, près de 33 % de la population active de la ville de Montréal déclarait se rendre au travail en utilisant les transports collectifs, 52,5 % utilisaient la voiture en tant que conducteurs (4,3 % en tant que passager) et 8,2 % s’y rendaient à pied.

### Trains de banlieue

Carte du réseau des trains de banlieue du RTM.

Montréal est desservie par un réseau de trains de banlieue de 254 kilomètres comportant actuellement 61 gares sur six lignes :
- Ligne Deux-Montagnes, la plus achalandée et la seule électrifiée du réseau;
- Ligne Vaudreuil–Hudson, la plus ancienne, en service depuis 1887 ;
- Ligne Saint-Jérôme ;
- Ligne Mont-Saint-Hilaire ;
- Ligne Candiac ;
- Ligne Mascouche, la plus récente, inaugurée en décembre 2014[22].

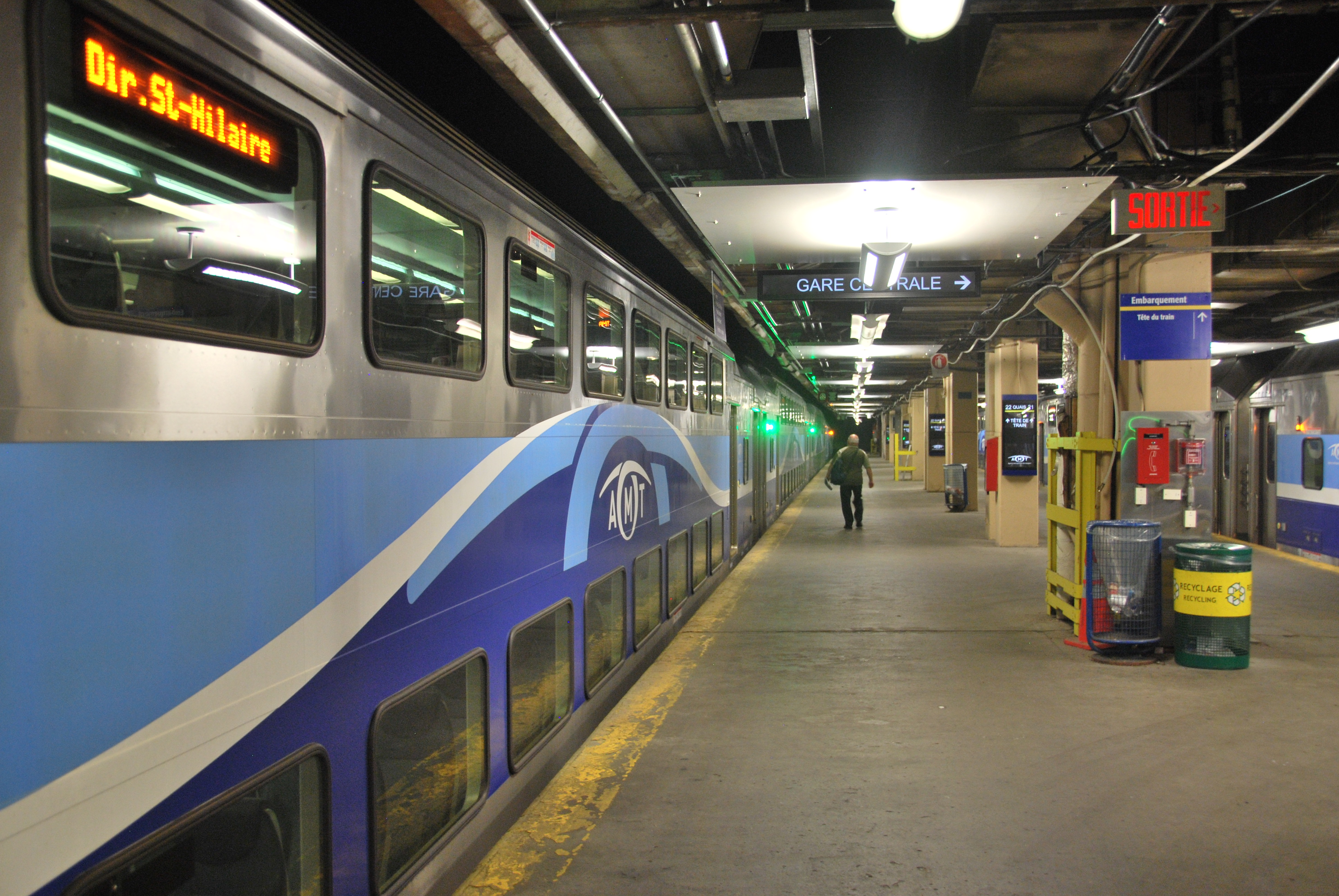
Trains de banlieue à la Gare centrale

Toutes ces lignes ont pour terminus le centre-ville, via la gare centrale ou la gare Lucien-L'Allier. Six gares effectuent la correspondance avec le réseau de métro, soit les stations Lucien-L’Allier, Vendôme, Bonaventure, Parc, Sauvé et De la Concorde.
Les tarifs sont établis en fonction de zones spécifiques, allant de 1 à 8. Pour utiliser le train de banlieue, les utilisateurs doivent se munir d’un titre TRAIN (zones 1 à 7). Les usagers peuvent également se procurer un titre TRAM (zones 1 à 3) donnant en plus un accès au réseau de métro et aux autobus de la région métropolitaine. Les titres sont chargés sur la carte Opus, ou délivrés sur une carte sans-contact non-rechargeable « Solo ».
En 2015 les trains de banlieue de Montréal auront transporté 18,8 millions de passagers. Ce qui les place, en termes de fréquentation, seconds au Canada et neuvièmes en Amérique du Nord.

### Métro

Carte du réseau du métro de Montréal.

Le cœur de la métropole est desservie par un réseau de métro entièrement souterrain qui compte actuellement 68 stations s’étendant sur 71 km. Quatre lignes relie l'île de Montréal à la rive sud du Saint-Laurent et, au nord, à la ville de Laval. Il est géré par la Société de transport de Montréal (STM).
Inauguré en 1966 pour l’Exposition universelle qui eut lieu dans la ville l’année suivante, ce fut le premier métro au monde à se doter d’un système de roulement entièrement pneumatique. Il fut bâti d’après les plans du métro parisien, en collaboration avec les ingénieurs de la RATP et de la société Michelin,.
Montréal fut l'une des villes pionnière pour l’installation d’art public dans le métro. Dans une cinquantaine de stations figurent plus d’une centaine d’œuvres publiques, dont des sculptures, des vitraux et des peintures murales, réalisées par des artistes de renom. D'une part, lors de la construction du réseau initial, chaque station a été dessinée par un architecte différent; d’autre part, lors des prolongements, les architectes devaient intégrer dès la construction une œuvre d’art spécifique à chaque nouvelle station.
Au quatrième trimestre 2014, le métro a transporté une moyenne de 1,2 million de passagers par jour ouvrable, ce qui le plaçait seulement derrière New-York en nombre d'usagers par rapport à la population.

### Autobus

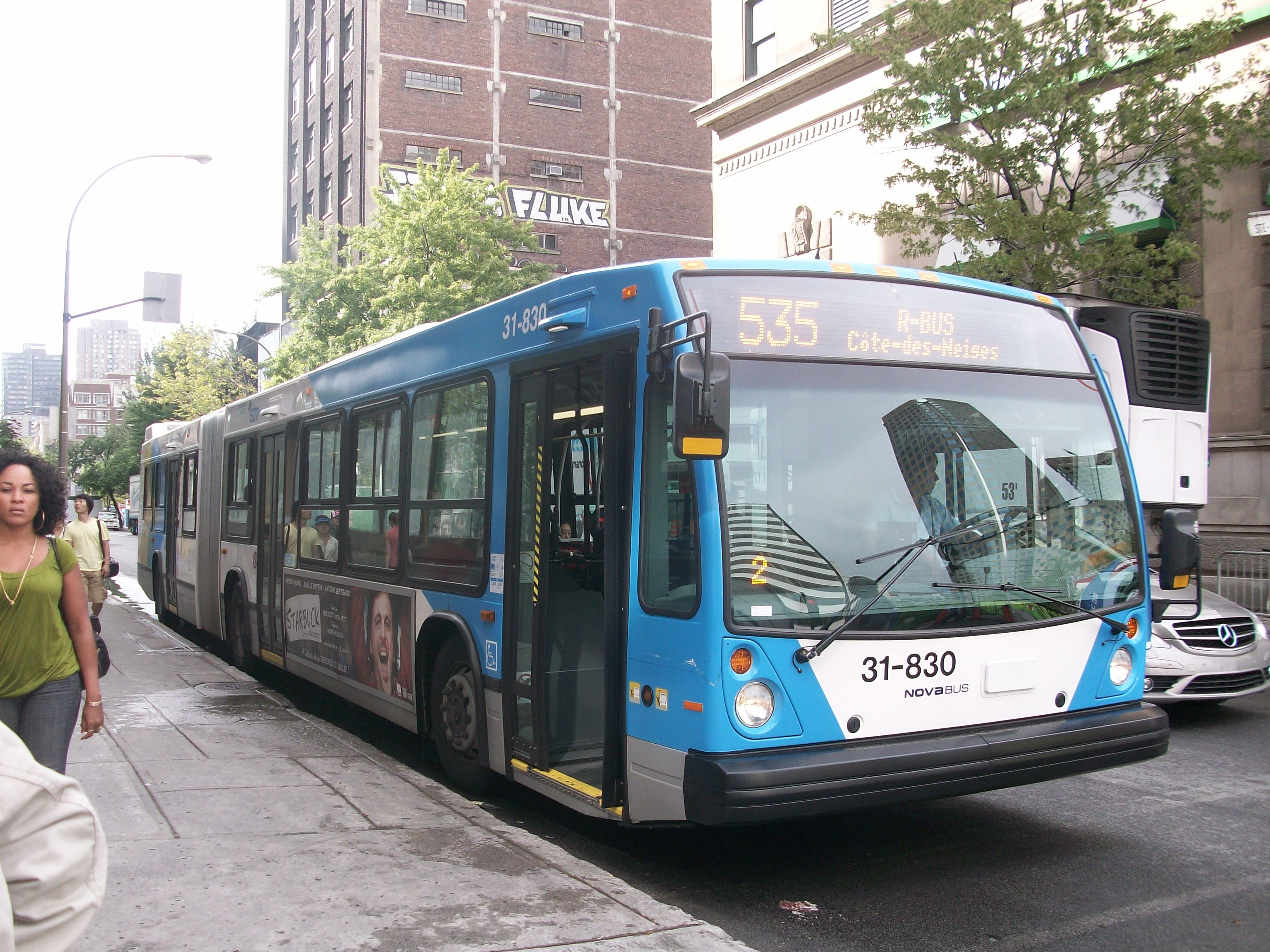
Un Nova Bus LFS articulé de la STM.

Le 22 novembre 1919 marqua la mise en place de la première ligne d’autobus à Montréal, sur la rue Saint-Étienne, soit l’ancien accès principal au pont Victoria. Depuis le réseau d’autobus de la ville de Montréal s'est beaucoup développé et compte 169 lignes d’autobus de jour et 23 de nuit.
Une navette opérée par la STM relie l’aéroport Trudeau au centre-ville de Montréal, via la gare d'autocars de Montréal située sur le boulevard de Maisonneuve.

### Autocars
Le point de départ et d'arrivée des autobus voyageurs depuis les différentes régions du Québec, du Canada et des États-Unis se fait à la gare d'autocars située au centre-ville.

## Réseau routier
Montréal est construite sur un archipel d'îles fluviales, entouré de trois cours d'eau, qui n'est pas directement accessible du reste du continent. Comme la plupart des grandes villes, elle est confrontée un problème de congestion automobile, aggravé par sa situation insulaire.
Pour des raisons de sécurité routière, les rues résidentielles sont limitées à une vitesse de 30 km/h alors que certaines artères où peuvent se trouver un plus grand nombre d'usagers vulnérables sont limitées à 40 km/h, dans le cadre de son plan d’action Vision Zéro 2019-2021.

### Autoroutes

Carte des autoroutes et principaux échangeurs de Montréal.

Le réseau autoroutier de la métropole s'est rapidement étendu de 1958 à 1976, date à laquelle son développement a été ralenti par un moratoire décrété par le gouvernement provincial. La dernière expansion majeure a eu lieu en 2012 avec la complétion de l'autoroute 30 permettant le contournement de l'île par le sud. Actuellement la majorité des investissements vont à la réfection ou au remplacement des structures vétustes (échangeur Turcot, pont Champlain, etc.).
| n° | secondaire             |
| -- | ---------------------- |
| 10 |                        |
| 13 |                        |
| 15 | Route 117              |
| 19 | Route 148              |
| 20 | collectrice : · 520    |
| 25 |                        |
| 40 | déviation : · 440, 640 |

Les autoroutes sont numérotées en ordre croissant de l'ouest vers l'est et du sud au nord. Les chiffres pairs sont attribués à des autoroutes ayant un trajet parallèle au fleuve Saint-Laurent (ouest-est) alors que les chiffres impairs sont utilisés pour des autoroutes perpendiculaires au fleuve (sud-nord). Les autoroutes secondaires comportent 3 chiffres dont le premier est pair (autoroutes de déviation) ou impair (autoroutes collectrices) et les deux suivants renvoient à l'autoroute principale à laquelle elles se connectent.
La limite de vitesse sur les autoroutes majeures de la ville près du centre-ville est 70 km/h, car même s'il s'agit de voies à accès limité, la densité du trafic est y élevée, les sorties sont nombreuses et les échangeurs complexes sont fréquents. On qualifie alors les autoroutes de la région de Montréal de « voies rapides ».

#### Locales

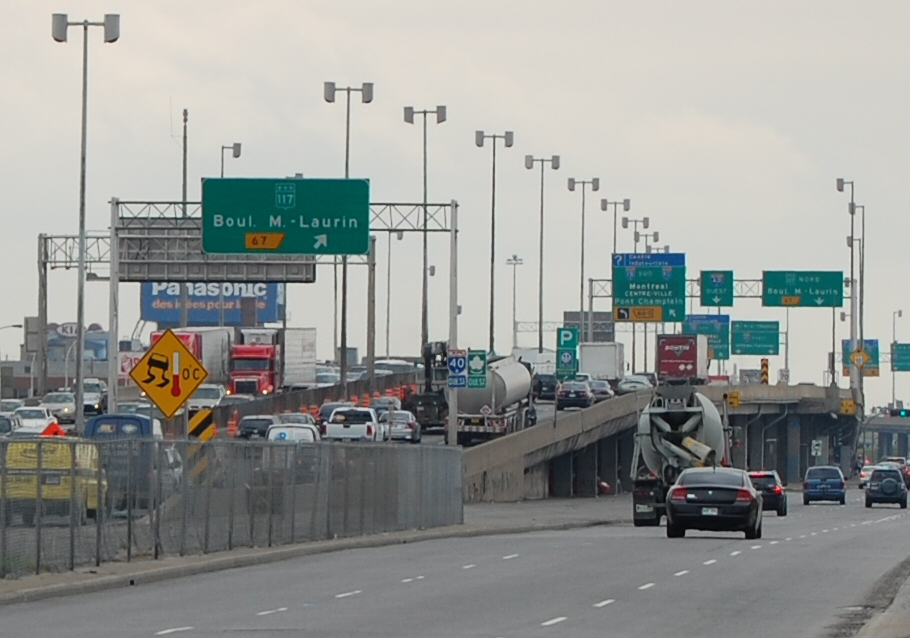
L'autoroute 40, à la hauteur du chemin de la Côte-de-Liesse.

Démarcation médiane de l'île, l'autoroute métropolitaine (A-40), un tronçon en partie surélevé de l'autoroute transcanadienne, traverse la ville d'ouest en est. Elle est la voie la plus achalandée de la métropole et sa section métropolitaine, en est la plus congestionnée, et ce depuis sa création. Elle est entrecoupée perpendiculairement à l'est de la ville par l'autoroute Louis-H.-Lafontaine (A-25) et au centre par l'autoroute Décarie (A-15) construite en tranchée. La route 136, aussi connue sous le nom d’autoroute-tunnel Ville-Marie et (anciennement) l'autoroute 720, est creusée directement en dessous des gratte-ciels du district financier et du quartier international. Elle n'a pas été complétée puisqu'elle débute de l’autoroute Décarie (A-15) à l’ouest, permet d’éviter les nombreux feux de circulation du centre-ville, mais n’atteint pas l'autoroute 25 plus à l'est. À la place elle débouche sur la rue Notre-Dame, plus étroite, qui longe le fleuve. Direction Ouest, elle croise l'autoroute Décarie à l'échangeur Turcot, un échangeur autoroutier considéré comme la structure routière la plus achalandée du Québec. Les principales routes collectrices de la ville sont la rue Notre-Dame, l'avenue Papineau, le boulevard Pie-IX (route 125). L'autoroute 10 (l'autoroute Bonaventure) est le principal lien entre le pont Champlain et le centre-ville. Malgré ses trois voies par direction, elle est une autoroute particulièrement congestionnée aux heures de pointe.

#### Périphériques
| Distances du centre-ville de Montréal         |                  |       |
| Ville                                         | Via              | km    |
| Principales villes du Québec                  |                  |       |
| Trois-Rivières                                | A-40 E           | 137   |
| Sherbrooke                                    | A-10 E           | 148   |
| Gatineau                                      | ON-417 O         | 198   |
| Gatineau                                      | A-50 O           | 208   |
| Québec                                        | A-20 E A-40 E    | 253   |
| Drummondville                                 | A-20 E           | 100   |
| Rivière-du-Loup                               | A-20 E           | 428   |
| Rimouski                                      | A-20 E           | 533   |
| Saint-Georges-de-Beauce                       | R-108 N, R-271 E | 299   |
| Saguenay                                      | R-175 N          | 455   |
| Val-d'Or                                      | R-117 N          | 530   |
| Gaspé                                         | R-132 E          | 928   |
| Sept-Îles                                     | R-138 E          | 900   |
| Autres grandes villes Canadiennes à proximité |                  |       |
| Ottawa                                        | ON-417 O         | 195   |
| Toronto                                       | ON-401 O         | 539   |
| Windsor (ON)                                  | ON-401 O         | 895   |
| Moncton                                       | NB-2 E           | 980   |
| Halifax                                       | NS-102 S         | 1 245 |
| Côte Est des États-Unis                       |                  |       |
| Boston                                        | I-89 S, I-93 S   | 495   |
| New York                                      | I-87 S           | 590   |
| Philadelphie                                  | I-87 S, I-95 S   | 730   |
| Washington                                    | I-87 S, I-95 S   | 935   |

La première « autoroute de contournement » est l'autoroute 640, située sur la Rive-Nord de Montréal, passant par Repentigny, Terrebonne, Boisbriand et Saint-Eustache. Toutefois, elle n'est pas une véritable autoroute de contournement, car jamais achevée, elle n'est pas raccordée à l'autoroute 40 à l'ouest. L'autre autoroute de contournement est l'autoroute 30. Située sur la Rive-Sud de Montréal et passant par Brossard, Châteauguay, Beauharnois et les Cèdres, cette dernière rejoint l'autoroute 20 à deux reprises (à Vaudreuil-Dorion et Sainte-Julie), ainsi que l'autoroute 40, à Vaudreuil-Dorion. Son tracé a été complété entre Vaudreuil-Dorion et Candiac depuis le 15 décembre 2012, dans le but de réduire la congestion sur les autoroutes traversant l’île de Montréal[réf. souhaitée]. Bien qu'elle puisse servir d'autoroute de déviation, il faut toutefois considérer que l'autoroute 30 n'est théoriquement pas reconnue comme telle par le ministère des Transports du Québec.

#### Nationales
Montréal est accessible depuis les États-Unis via deux itinéraires. Le premier itinéraire, via l'autoroute 15 depuis l'Interstate 87 et le poste douanier de Saint-Bernard-de-Lacolle, est le principal lien entre Montréal et l'État de New York, ainsi que la ville de New York. L'autre itinéraire est via les autoroutes 35 et 10, passant par Saint-Jean-sur-Richelieu, depuis l'Interstate 89 dans l'État du Vermont, par le poste douanier de Saint-Armand[réf. souhaitée]. Cet itinéraire est le principal lien entre Montréal et Boston. De plus, l'autoroute 35 est en ce moment en construction et devrait être complétée jusqu'à la frontière canado-américaine en 2017. Pour le moment, entre Saint-Jean-sur-Richelieu et les États-Unis, le transport s'effectue par la route 133.
Les autoroutes 20 et 40 vers l'ouest relient la métropole québécoise à la province de l'Ontario, située à environ 70 kilomètres par la route à l'ouest. L'autoroute 20 est le principal lien Toronto-Montréal, devenant l'autoroute 401 en Ontario, et l'autoroute 40 (la Route Transcanadienne) relie Montréal à Ottawa, devenant l'autoroute 417.
Le grand Montréal est aussi desservi par plusieurs autoroutes québécoises. L'autoroute 15 vers le nord relie Montréal aux Laurentides et à l'Abitibi (via la route 117), l'autoroute 25, à la région de Lanaudière et à Terrebonne, l'autoroute 40 vers l'est, à Trois-Rivières, à la Mauricie et à Québec via la rive nord du fleuve Saint-Laurent. L'autoroute 30 permet l'accès au nord de la Montérégie et à Sorel-Tracy, l'autoroute 20 vers l'est, à la Montérégie, au Centre-du-Québec, à la Chaudière-Appalaches, à Québec (via la rive sud de fleuve) ainsi qu'au Bas-Saint-Laurent. De plus, l'autoroute 10 vers l'est relie Montréal aux Cantons-de-l'Est et à Sherbrooke, l'autoroute 15 vers le sud, au sud de la Montérégie et à l'État de New York, et finalement l'autoroute 50 vers l'ouest, à Gatineau et à l'Outaouais.

#### Voies réservées
Montréal possède un réseau de près de 100 kilomètres de voies réservées sur le territoire du RTM et a pour objectif de construire 155 kilomètres de plus avant 2020. Ces voies, réservés aux autobus et, dans certains cas, aux covoitureurs et aux véhicules électriques rechargeables, sont permanentes ou en service seulement en périodes de pointe. La reconstruction des infrastructures routières va permettre l’implantation de voies réservées en site propre, par exemple au centre de l'autoroute 20 entre l'avenue Saint-Pierre et l'échangeur Turcot d'ici 2019.
Pour augmenter la fluidité de la circulation les taxis sont autorisés à circuler sur certaines voies réservées sur l'île de Montréal, ainsi que sur les autoroutes de la région métropolitaine.

### Routes et rues

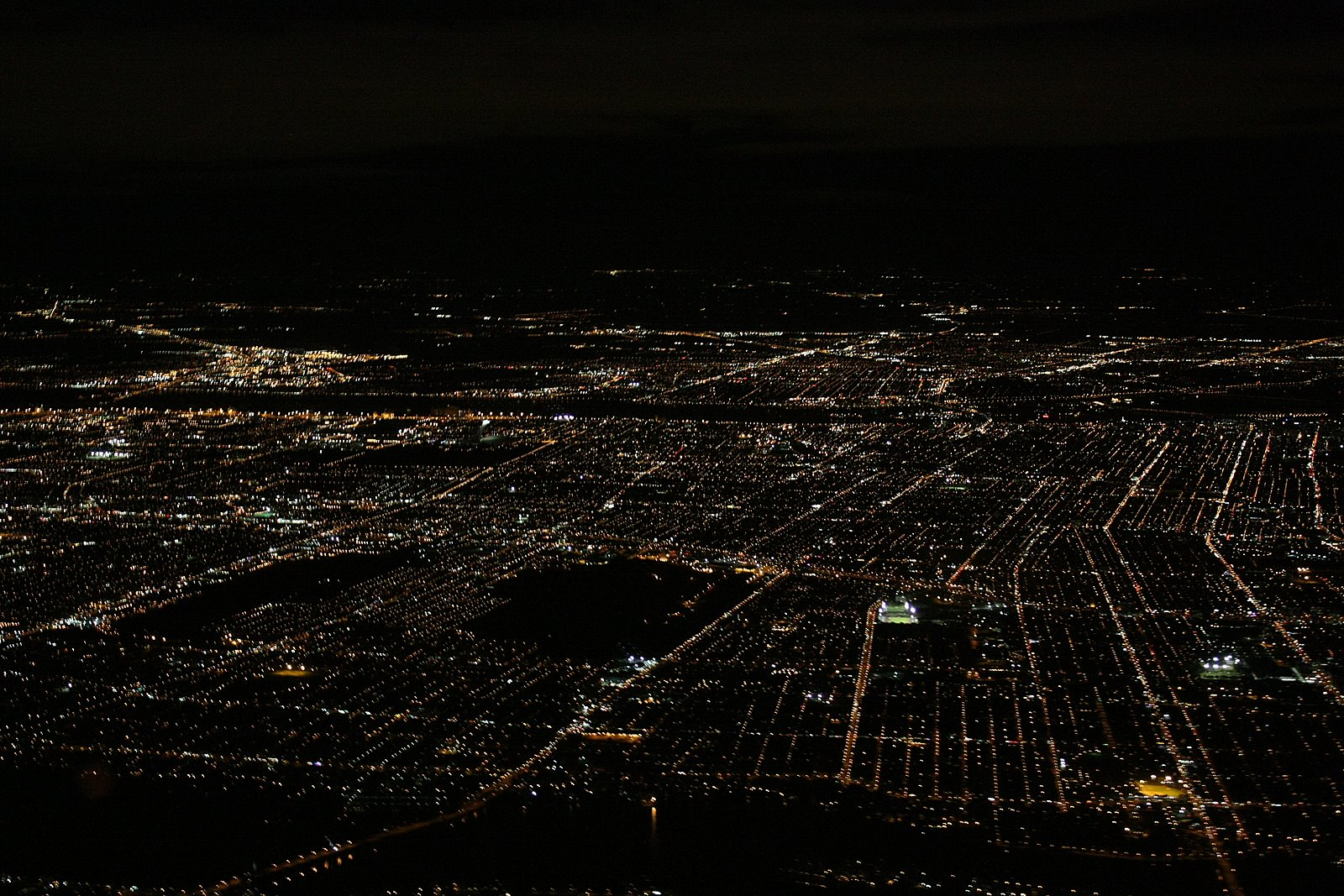
De nuit l’orthogonalité des routes est bien visible.

Comme de nombreuses villes Nord-Américaines, Montréal s'est développée selon un plan en damier. La ville étant sur une île, les directions utilisées par le plan des rues ne correspond pas précisément aux directions cardinales. Le nord et le sud sont définis par un axe perpendiculaire au fleuve Saint-Laurent et à la rivière des Prairies, le nord pointant vers cette dernière. L'axe ouest-est est défini comme grossièrement parallèle à ces mêmes cours d'eau malgré le fait que ceux-ci s’écoulent du sud-ouest au nord-est.
Le boulevard Saint-Laurent, surnommé en anglais "The Main" divise Montréal en deux secteurs : ouest et est. Les rues coupant ce boulevard y changent de suffixe, -ouest ou -est. Les rues qui ne le croise pas ne contiennent en général pas de direction cardinale à la fin de leurs noms. La numérotation des immeubles commence à 1 au boulevard Saint-Laurent et croit avec la distance. Pour les rues orientées nord-sud les numéros commencent au fleuve et au canal de Lachine et vont croissant vers le nord. Ce faisant les numéros impairs se retrouvent des côtés est et nord des rues et les numéros pairs des côtés ouest et sud. Le canal de Lachine représentant la rue 0, les adresses situés au sud de ce dernier ajoutent un 0 avant leur numéro en guise de signe négatif. Par exemple : 0400 rue Charlevoix est au sud du canal et 400 au nord.
Contrairement au reste du Québec et d’une bonne partie de l’Amérique du Nord, le virage à droite au feu rouge est interdit sur l’ensemble de l’île de Montréal.

#### Ponts et tunnels
La largeur du fleuve Saint-Laurent rendant la construction de lien fixes vers la Rive-Sud coûteux, il n'y a que quatre ponts et un tunnel routier la reliant. Comparé au fleuve, la relative étroitesse de la rivière des Prairies, délimitant le nord de l'île, est traversée par neuf ponts routiers.

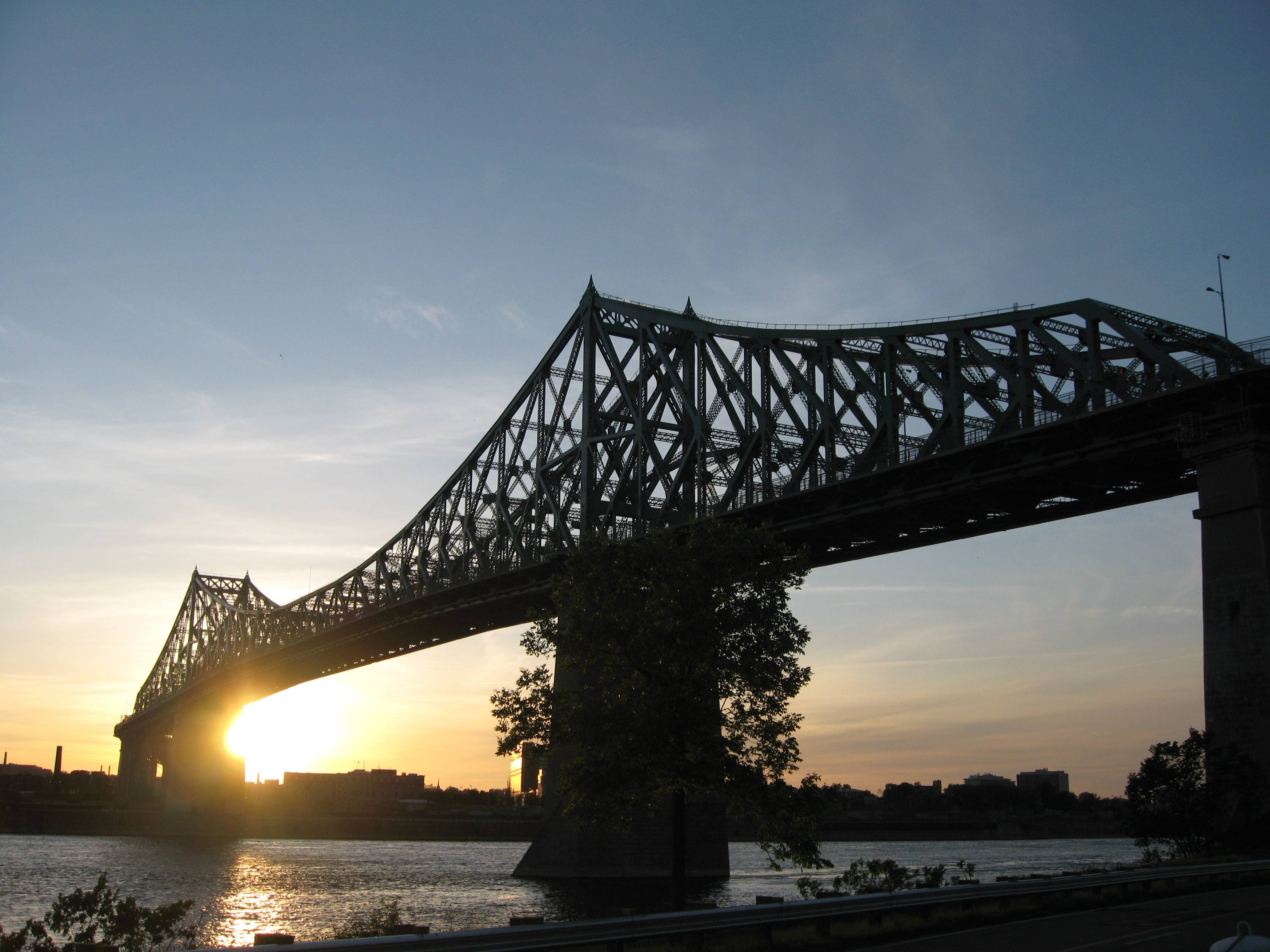
Le pont Jacques-Cartier.

Le pont le plus récent à entrer en service est le pont Olivier-Charbonneau enjambant la rivière des Prairies, ouvert en 2011 pour parachever l’autoroute 25 jusqu’à Laval. Ce chantier public-privé controversée a été critiquée par plusieurs, dont des groupes écologistes et la Ville de Montréal qui souhaitaient plutôt voir le gouvernement investir dans les transports en commun.

### Taxis

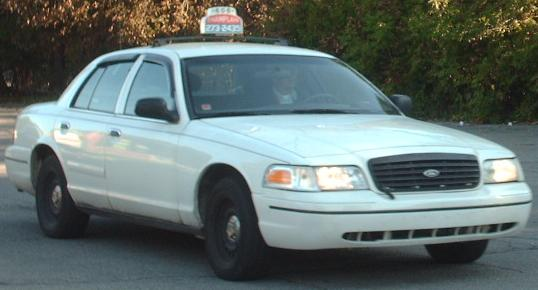
Un taxi de Montréal.

Montréal possède plus de 420 postes d’attente et près de 4 437 voitures de taxi, gérés par vingt-trois associations de services. Chaque année, près de trente-sept millions de déplacements sont ainsi effectués. En date du 28 janvier 2012, la tarification est de 3,45 $ de base, auquel s’ajoute 1,70 $ pour chaque kilomètre de déplacement. Des frais de 0,63 $ par minute d’attente sont également applicables.
Il existe également une tarification spéciale pour l’aéroport Trudeau dans les agglomérations A-05, A-11 et A-12, qui consiste en une tarification forfaitaire de 40 $ la course dans les zones applicables et identifiées par la vignette apposée à cet effet. La durée du trajet hors heures de pointes varie entre 17 et 22 minutes.
Dans l'agglomération A-11, celle du centre de Montréal, il est fréquent de héler un taxi sur la rue. Le lanternon allumé sur le toit du taxi signifie que le taxi est disponible. C'est 3 853 taxis qui sillonnent les rues du centre de l'île, là où la population est la plus dense, délimité comme étant l'agglomération 11. La partie ouest de la ville dispose de 265 taxis qui desservent l'agglomération 12 et la partie est de l'île en a 319 pour l'agglomération 05.
On distingue la région desservie par le taxi par son numéro de plaque. Les 2 premiers chiffres après le "T" correspondent à l'agglomération desservie.
Le 11 janvier 2019, le Gouvernement du Québec a officiellement autorisé Eva, à travers  le même projet pilote qu'Uber, à lancer à Montréal, à Québec et à Gatineau. C'est la deuxième application de covoiturage à être réglementée avant même que Lyft le soit,,.

### Vélos
Montréal possède un réseau cyclable long de 748 km (2015), développé surtout dans le sud-ouest de l’île (arrondissements de LaSalle, de Verdun, du Sud-Ouest et du centre, Ville-Marie du Plateau-Mont-Royal et de Villeray–Saint-Michel–Parc-Extension). Le réseau montréalais est rattaché à la route verte québécoise, itinéraire cyclable qui s’étend sur 5 308 km (2016), ce qui en fait le plus grand itinéraire cyclable d’Amérique.
La piste cyclable des berges, qui relie l’arrondissement Verdun aux limites ouest de Lachine en longeant le fleuve Saint-Laurent et l’itinéraire nord-sud, passant par les rues Christophe-Colomb, Boyer et Berri pour se terminer dans le Vieux Port de Montréal sont parmi les pistes cyclables les plus fréquentées. Les cyclistes souhaitant se rendre sur la rive sud de Montréal peuvent emprunter le pont Jacques-Cartier, la passerelle au nord du pont Victoria reliant l’île de Montréal aux îles Sainte-Hélène et Notre-Dame, elles-mêmes reliées à la ville de Longueuil, ou encore l'estacade du pont Champlain.
Après plusieurs années de stagnation, l'ajout de pistes cyclables au réseau de la ville a repris avec, entre autres, la construction d'une piste sur le boulevard de Maisonneuve ainsi que d'une autre sur le chemin de la Côte-Sainte-Catherine, terminée en 2008, qui permet de rejoindre la piste située sur la rue Rachel.

#### BIXI

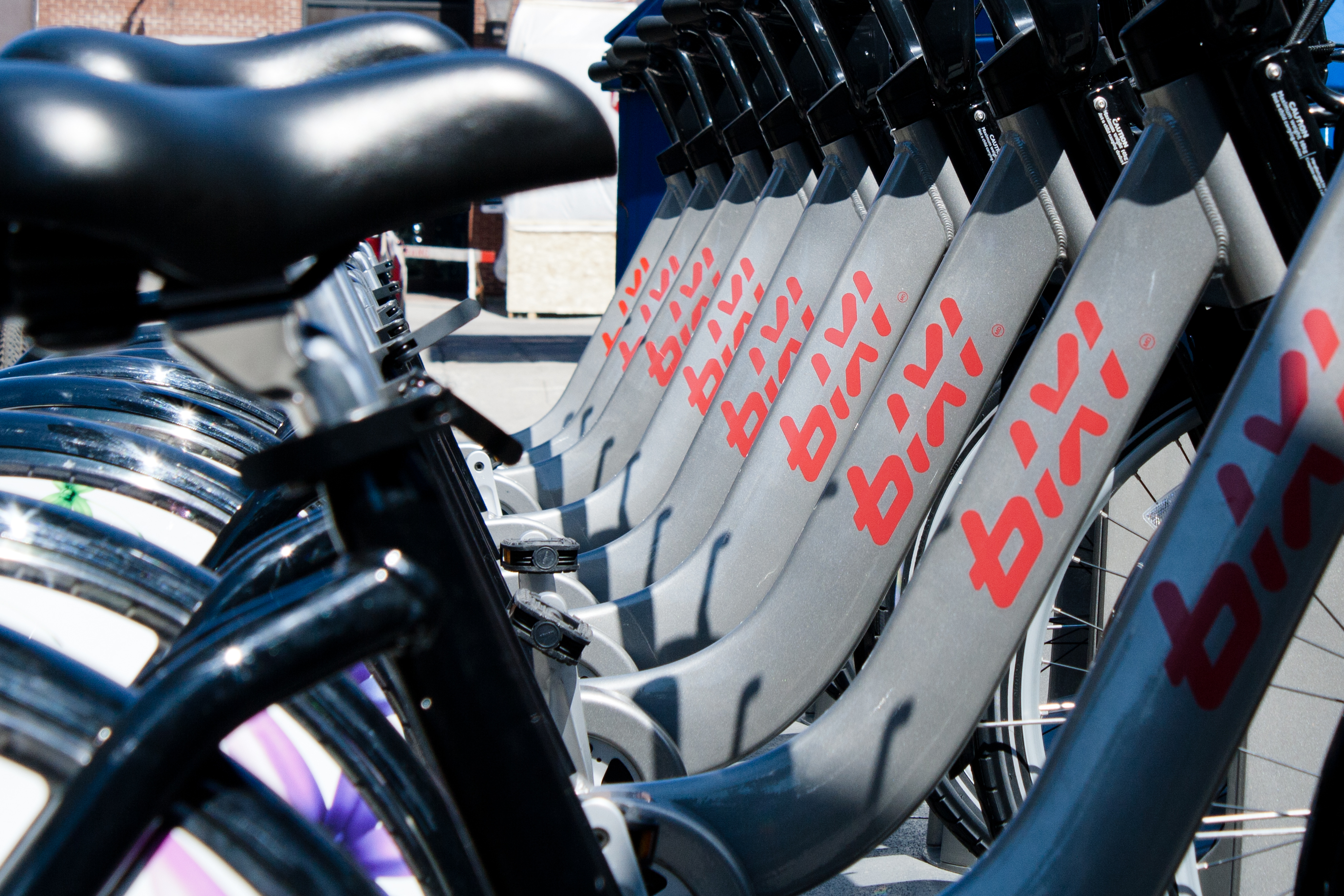
Une station BIXI de Montréal.

La ville de Montréal possède, depuis mai 2009, un réseau de vélos en libre-service appelé BIXI (contraction de bicyclette et de taxi). Lors de sa mise en service, le réseau comptait 3 000 vélos répartis sur 300 stations installées dans et autour du centre-ville, en 2017 leur nombre avait augmenté à 6 250 vélos répartis sur 540 stations dont certaines à Longueuil. La même année, le service, offert du 15 avril au 15 novembre, a été utilisé pour 4,84 millions de trajets.

### Voitures
Montréal dispose d'une pluralité de services allant de la location au partage de véhicules.
Les plus grands noms de la location comme Hertz ou Avis Budget disposent de plusieurs succursales mais il existe de nombreuses petites compagnies à travers la ville comme Légaré ou encore Globe location. Parmi les entreprises favorisant l'auto partage, la montréalaise Communauto est la plus ancienne du genre en Amérique du Nord. Des compagnies comme Amigo Express proposent du covoiturage.